# Hájek (Góry Kamienne)
Hájek (686 m n.p.m.) – góra graniczna w północnych Czechach, w Sudetach Środkowych, w Górach Kamiennych, w paśmie Gór Suchych (cz. Javoří hory). Brak polskiej nazwy szczytu.
Wzniesienie położone w Sudetach Środkowych, w Górach Kamiennych, we wschodniej części pasma Gór Suchych, na południe od miejscowości Dworki i na południowy zachód od Krajanowa. Jest to zachodni kraniec grzbietu o rozciągłości wschód-zachód, z kulminacją po wschodniej stronie noszącą nazwę Głowy. Przez grzbiet przechodzi polsko-czeska granica państwowa. Sam Hájek znajduje się w człości po stronie czeskiej. Jest położony w Obszarze Chronionego Krajobrazu Broumovsko.
Jest to wzniesienie zbudowane z permskich skał wylewnych - melafirów (trachybazaltów), należących do północno-wschodniego skrzydła niecki śródsudeckiej.
Porośnięty jest lasem świerkowym regla dolnego, z niewielkimi polanami. Części zalesień po stronie czeskiej dokonano w II poł. XX w.

## Turystyka
Przez grzbiet przechodzi szlak turystyczny:
- zielony – szlak graniczny prowadzący wzdłuż granicy z Tłumaczowa do Przełęczy Okraj